# 1043 Beate
Az 1043 Beate (ideiglenes jelöléssel 1925 HB) a Naprendszer kisbolygóövében található aszteroida. Karl Wilhelm Reinmuth fedezte fel 1925. április 22-én, Heidelbergben.